# Betriebswirt
Der Betriebswirt hat eine höhere kaufmännische Ausbildung und erfüllt kaufmännische oder betriebswirtschaftliche Fach- und Führungsaufgaben in Unternehmensbereichen wie Marketing, Controlling, Personal-, Rechnungs- und Steuerwesen.

## Allgemeines Berufsbild und Kompetenzen
In der Ausbildung stehen meist die folgenden Fachkompetenzen im Vordergrund:
- Im Bereich Finanzierung soll der Betriebswirt für die notwendige Liquidität sorgen können, Eigen- und Fremdkapital beschaffen, dem Unternehmer geeignete Instrumente zur Innenfinanzierung oder Außenfinanzierung vorschlagen und das Controlling mit Hilfe geeigneter Managementsysteme und Kennzahlen verantworten können.
- Im Bereich Rechnungswesen sind das Erstellen der Kosten- und Leistungsrechnung, Leitung der Lohn- und Finanzbuchhaltung, Erstellen der BWA, Investitionsrechnung, Etatbestimmung und -verwaltung für Marketingmaßnahmen oder die Personalentwicklung sowie die Leitung des strategischen, operativen und des Bereichscontrolling von Bedeutung.
- Im Bereich Marketing geht es um das Analysieren von Marktsituationen, der Marktforschung und die Festlegung der Elemente des Marketing-Mix, sowie um die Steuerung des Beschaffungsmarketing. Weitere Inhalte sind Vertriebsleitung und Mitarbeiterführung im Verkauf, Reklamationssteuerung sowie Qualitätsmanagement im Hinblick auf Kundenbindung und Image.
- Im Bereich Personalwesen sind die Personalbedarfsplanung, die Personaleinsatzplanung, Instrumente und Strategien der Personalbeschaffung und Optimierung der Personalkosten, Personalentwicklungsplanung sowie Personalverwaltung mit den Bereichen Lohnbuchhaltung, Fürsorge, Einhaltung der Arbeitsstättenverordnung sowie die Sicherstellung von Maßnahmen zur Unfallverhütung am Arbeitsplatz und zum Beispiel als Personalleiter auch die Begleitung konfliktfreier Entlassungen von Mitarbeitern wesentliche Themen.
- Im Bereich Organisation soll der Betriebswirt Aufbau- und Ablauforganisation gestalten, einen kontinuierlichen Verbesserungsprozess (KVP) im Unternehmen initiieren und betreuen, das Qualitätsmanagement führen und nicht zuletzt den Waren- und Dienstleistungsfluss (Logistik) koordinieren können.
- Im Bereich Produktion soll der Betriebswirt die Kapazitätsplanung in praktischer Abstimmung mit den Technikern oder Dienstleistern leisten, die Wirtschaftlichkeit der Materialwirtschaft und verschiedener Standortvarianten oder Fremdfertigung berechnen und Zertifizierungsverfahren für das Qualitätsmanagement koordinieren können und Methoden der Rationalisierung kennen.
- Im Bereich Wirtschaftsrecht ist vor allem die Einhaltung von Handels-, Wettbewerbs-, Arbeits- und Sozialversicherungsbestimmungen von Bedeutung. Außerdem sollen betriebsspezifische Geschäftsbedingungen verfasst und unter Umständen einfache erstinstanzliche Gerichtsprozesse in Vertretung des Unternehmers geführt werden können.

## Der Betriebswirt in Deutschland
Die Bezeichnung Betriebswirt wird in Deutschland für eine Vielzahl von Aus-, Fort- und Weiterbildungen verwendet, die entweder zu einem akademischen Grad (beispielsweise Diplom, Bachelor, Master) oder zu einem staatlichen Abschluss (beispielsweise Staatlich geprüfter Betriebswirt) oder zu einem öffentlich-rechtlich anerkannten Berufsabschluss (beispielsweise Geprüfter Betriebswirt der IHK und HWK) oder zu einem privatrechtlichen Weiterbildungsabschluss führen, beispielsweise Betriebswirt (ILS) oder Wirtschaftsdiplom der VWA (außerhalb von Bayern erworben).

### Studium
Alternativ zur Berufsausbildung und der beruflichen Weiterbildung ist es auch möglich, Betriebswirtschaftslehre an einer Universität, Fachhochschule, Dualen Hochschule oder Berufsakademie zu studieren.
An Fachhochschulen dauerte das Diplom-Studium der Betriebswirtschaftslehre sieben bis acht Semester und schloss oft mit dem akademischen Grad Diplom-Betriebswirt (FH) ab. An der Universität betrug die Studiendauer acht bis zehn Semester, und der Abschluss lautete meist Diplom-Kaufmann.
Im Rahmen des Bologna-Prozesses wurden die Diplom-Studiengänge durch Bachelor- und Master-Studiengänge ersetzt. Akademische Betriebswirte sind auf Grund der zahlreichen neuen Bachelor-Studiengänge zunehmend spezialisiert ausgebildet. Beispielhaft genannt seien die Spezialisierungen im funktionellen Bereich wie Marketing, Produktion, Personal, Rechnungswesen, Controlling oder Steuern oder die Spezialisierungen im institutionellen Bereich wie Bankwesen, Gesundheitswesen, öffentlicher Dienst oder Industrie.
Daneben existiert das weiterbildende MBA-Studium, das nicht auf den Inhalten eines vorangehenden wirtschaftswissenschaftlichen Studiums aufbaut und sich an Absolventen anderer Fachrichtungen wie Ingenieure, Natur- und Geisteswissenschaftler, Juristen und Mediziner richtet, die sich auf Managementpositionen vorbereiten wollen und eine Alternative zu einem betriebswirtschaftlichen Aufbaustudium suchen. Es können sich je nach Programm auch Wirtschaftswissenschaftler durch ein MBA-Studium spezialisieren.

### Berufliche Ausbildung

#### Diplom-Betriebswirt (BA)/(DH)
Der Diplom-Betriebswirt (BA) wurde von Berufsakademien nach dem Abschluss eines sechssemestrigen Ausbildungsganges der Betriebswirtschaftslehre als staatlicher Abschluss vergeben. Er war in einigen Bundesländern (Baden-Württemberg, Sachsen, Berlin) ein Ausbildungsabschluss im tertiären Bildungsbereich. Mittlerweile sind alle Berufsakademien akkreditiert und dürfen Bachelorabschlüsse vergeben; diese Bachelor-Ausbildungsgänge sind hochschulrechtlich Bachelorabschlüssen von Hochschulen gleichgestellt.
Die Duale Hochschule Baden-Württemberg (DH) ist die Nachfolgeinstitution der vorherigen Berufsakademien in Baden-Württemberg. Absolventen der früheren BA können sich an der DH ihren staatlichen Abschluss Diplom-Betriebswirt (Berufsakademie), welcher kein akademischer Grad ist, auf Antrag in den akademischen Grad Diplom-Betriebswirt (Duale Hochschule) nachgraduieren lassen.
Das Studium an einer Berufsakademie soll sich durch einen soliden Praxisbezug ausweisen, da es zusammen mit einer betrieblichen Ausbildung absolviert wird. Im Unterschied zu einem Studium an einer Hochschule ist das Fächerspektrum auf ein bestimmtes Fachgebiet/Berufsfeld wie Steuern und Prüfungswesen oder Dienstleistungsmarketing ausgelegt.
Der Betriebswirt (BA) ist dem DQR-Level 6 zugeordnet und somit dem Bachelorabschluss der Hochschulen gleichgestellt.

### Berufliche Fortbildung
Unterschiede ergeben sich im Wesentlichen bezüglich des zeitlichen Umfanges und der Art des Lehrganges (Vollzeit oder berufsbegleitend), der Zugangsvoraussetzungen sowie der Art des Abschlusses (als Staatsexamen oder Kammerprüfung). Im Vergleich zu Hochschulabschlüssen bauen diese Bildungsgänge auf einer Berufsausbildung und entsprechender Berufserfahrung auf und sind stärker praxisbezogen konzipiert.
| Qualifikation                                                                                                | Grundlage                           | DQR-/EQR-Niveau | Zuständige Stelle            |
| --- | ----------------------------------- | --------------- | ---------------------------- |
| Betriebswirt (Staatlich geprüfter)/Betriebswirtin (Staatlich geprüfte) – Bachelor Professional in Wirtschaft | Rahmenvereinbarung über Fachschulen | 6               | Fachschulen                  |
| Betriebswirt (Geprüfter)/Betriebswirtin (Geprüfte) – Master Professional in Business Management              | Berufsbildungsgesetz                | 7               | Industrie- und Handelskammer |
| Technischer Betriebswirt (Geprüfter)/Technische Betriebswirtin (Geprüfte)                                    | Berufsbildungsgesetz                | 7               | Industrie- und Handelskammer |
| Betriebswirt (Geprüfter)/Betriebswirtin (Geprüfte)                                                           | Handwerksordnung                    | 7               | Handwerkskammer              |

#### Staatlich geprüfter Betriebswirt – Bachelor Professional in Wirtschaft
Der Staatlich geprüfte Betriebswirt ist ein Abschluss, der durch einen zweijährigen Fachschulbesuch in Vollzeit (optional drei bis vier Jahre Teilzeit) an Fachakademien oder Fachschulen für Wirtschaft nach mindestens 2400 Stunden Lehrumfang über eine mit Erfolg abgelegte staatliche Prüfung an der Fachschule/Fachakademie erworben werden kann. Die Prüfungsaufgaben werden an Fachschulen von den Lehrkräften erstellt und bedürfen der Genehmigung durch die zuständige staatliche Stelle, um einen Mindeststandard sicherzustellen. An den bayerischen Fachakademien hingegen werden die Prüfungen zentral über das bayerische Kultusministerium erstellt. Zugangsvoraussetzung ist im Regelfall eine abgeschlossene kaufmännische Berufsausbildung und danach mindestens 12 Monate Berufserfahrung.

#### Geprüfter Betriebswirt – Master Professional in Business Management
Der Geprüfte Betriebswirt (ehemals Betriebswirt IHK) ist eine kaufmännische Aufstiegsfortbildung, die mit einer öffentlich-rechtlich anerkannten Prüfung vor einem Ausschuss der Industrie- und Handelskammer abschließt. Der Geprüfte Betriebswirt stellt gemeinsam mit dem Geprüften Technischen Betriebswirt und dem Geprüften Berufspädagogen die oberste Stufe des IHK-Aufstiegsfortbildungssystems dar. Der DIHK-Rahmenplan sieht eine Stundenzahl von 810 Unterrichtsstunden vor. Zulassungsvoraussetzung für die bundeseinheitliche Prüfung ist im Regelfall eine erfolgreich abgelegte IHK-Aufstiegsfortbildung zum Fachkaufmann oder zum Fachwirt.

#### Geprüfter Technischer Betriebswirt
Der Geprüfte Technische Betriebswirt ist eine Aufstiegsfortbildung nach dem Berufsbildungsgesetz (BBiG), die darauf vorbereiten soll, in Unternehmen unterschiedlicher Wirtschaftsbereiche an der Schnittstelle zwischen Technik, Produktion und Betriebswirtschaft tätig zu werden. Der DIHK-Rahmenplan sieht eine Stundenzahl von 680 Unterrichtsstunden vor. Zulassungsvoraussetzung für die bundeseinheitliche Prüfung ist im Regelfall eine erfolgreich abgelegte IHK-Aufstiegsfortbildung zum Industriemeister, zum Techniker, zum Geprüften Technischen Fachwirt, oder ein abgeschlossenes Ingenieursstudium (ohne betriebswirtschaftlichen Teil).

#### Geprüfter Betriebswirt nach der Handwerksordnung
Der Geprüfte Betriebswirt nach der Handwerksordnung (Geprüfter Betriebswirt (HwO)), ehemals Betriebswirt (HWK) und davor Betriebswirt (dH) – ist eine Aufstiegsfortbildung und die höchste Ausbildung im Handwerk (Meister Plus) – welche mit einer deutschlandweit anerkannten öffentlich-rechtlichen Fortbildungsprüfung vor einem Ausschuss der Handwerkskammer endet. Der Zeitrichtwert für den Präsenzunterricht beträgt laut Rahmenlehrplan 700 Stunden. Zulassungsvoraussetzung für die bundeseinheitliche Prüfung ist im Regelfall der Meisterbrief in einem Handwerksberuf. Nach der Prüfungsordnung vom 28. Juli 2016 (§ 14) führen erfolgreiche Absolventen der Landesakademie des Handwerks Baden-Württemberg e. V. die Berufsbezeichnung Staatlich anerkannte(r) Betriebswirt/-in des Handwerks.

### Andere bekannte Betriebswirte
- Betriebswirt (VWA)
- Geprüfter Betriebswirt nach der Handwerksordnung
- Bankbetriebswirt (Voraussetzung: Bankfachwirt)
- Veranstaltungsbetriebswirt
- Versicherungsbetriebswirt (Voraussetzung: Versicherungsfachwirt)
- Sparkassenbetriebswirt
- Textilbetriebswirt
- Sozialbetriebswirt

## Der Betriebswirt in der Schweiz
Der Diplomierte Betriebswirtschafter HF oder Betriebsökonom FH ist eine in der Schweiz eidgenössisch anerkannte Berufsbezeichnung. Das Diplom wird nach einem erfolgreich abgeschlossenen dreijährigen, berufsbegleitenden, praxisorientierten Studium an einer Höheren Fachschule vergeben.
Der Diplomierte Betriebswirtschafter NDS HF ist eine ebenfalls in der Schweiz eidgenössisch anerkannte Berufsbezeichnung, welche sich im Anschluss an die Ausbildung Diplomierte Betriebswirtschafter HF absolvieren lässt.  Die Ausbildung richtet sich an Personen, welche aktuell oder zukünftig Führungs- und Managementaufgaben erfüllen möchten.